# SN 2009is
SN 2009is – supernowa typu Ia odkryta 30 lipca 2009 roku w galaktyce A025707+1801. W momencie odkrycia miała maksymalną jasność 16,40m.